# Only the Generals Gon Understand
Only the Generals Gon Understand è il secondo EP del rapper statunitense Kevin Gates, pubblicato nel 2019.
| Recensione | Giudizio |
| ---------- | -------- |
| AllMusic   | positivo |

## Tracce
1. Big Gangsta – 4:03
2. Yukatan – 3:02
3. Luv Bug – 3:05
4. Rich Off – 1:32
5. World Luv – 3:28
6. Case Closed – 3:19

## Classifiche settimanali
| Classifica (2019)         | Posizione massima |
| ------------------------- | ----------------- |
| Stati Uniti               | 18                |
| US Top R&B/Hip-Hop Albums | 10                |